# Liste der Anime-Titel/L

## L
| Name                                                               | Alternative Namen | Veröffentlichungsjahr | Studio(s)                                               |
| ------------------------------------------------------------------ | --- | --------------------- | ------------------------------------------------------- |
| La storia della Arcana Famiglia (13 Folgen)                        | アルカナ・ファミリア, Arukana Famiria | 2012 als Fernsehserie | J.C.Staff                                               |
| Lady Oscar (41 Folgen)                                             | ベルサイユのばら, Berusaiyu no Bara, Die Rose von Versailles                                                                                 | 1979 als Fernsehserie | Tokyo Movie Shinsha                                     |
| ↳ Versailles no Bara: Inochi Aru Kagiri Aishite                    | ベルサイユのばら 生命あるかぎり愛して, Berusaiyu no Bara: Inochi Aru Kagiri Aishite                                                          | 1987 als Film         | Tokyo Movie Shinsha                                     |
| Ladies versus Butlers! (12 Folgen)                                 | れでぃ×ばと!, Redi×Bato!, Ladies x Butlers!                                                                                                  | 2010 als Fernsehserie | Xebec                                                   |
| Lance N’ Masques (12 Folgen)                                       | ランス・アンド・マスクス, Ransu ando Masukusu                                                                                                | 2015 als Fernsehserie | Studio Gokumi                                           |
| Last Exile (26 Folgen)                                             | LAST EXILE | 2003 als Fernsehserie | Gonzo                                                   |
| ↳ Last Exile – Gin’yoku no Fam (24 Folgen)                         | ラストエグザイル-銀翼のファム-, Rasuto Eguzairu – Gin’yoku no Famu                                                                           | 2011 als Fernsehserie | Gonzo                                                   |
| ↳ Last Exile – Gin’yoku no Fam – Over The Wishes                   | ラストエグザイル -銀翼のファム- Over The Wishes, Rasuto Eguzairu – Gin’yoku no Famu – Over The Wishes                                        | 2016 als Film         | Gonzo                                                   |
| Last Period – Owarinaki Rasen no Monogatari (12 Folgen)            | ラストピリオド -終わりなき螺旋の物語-, Rasuto Piriodo – Owarinaki Rasen no Monogatari                                                        | 2018 als Fernsehserie | J.C.Staff                                               |
| Laughing Under the Clouds (12 Folgen)                              | 曇天に笑う, Donten ni Warau | 2014 als Fernsehserie | Dōga Kōbō                                               |
| Legend of Basara (13 Folgen)                                       | Basara | 1998 als Fernsehserie | KSS                                                     |
| Legend of Crystania                                                | はじまりの冒険者たち レジェンド・オブ・クリスタニア, Hajimari no Bōkenshatachi Legend of Crystania, Legend of Crystania - The Motion Picture | 1995 als Film         | Triangle Staff                                          |
| Legend of Crystania (3 Folgen)                                     | | 1996 als OVA          | Triangle Staff                                          |
| Lensmen                                                            | SF新世紀 レンズマン, SF Shinseiki Lensman | 1984 als Film         | Madhouse                                                |
| Die letzten Glühwürmchen                                           | 火垂るの墓 | 1988 als Film         | Studio Ghibli                                           |
| Level E (13 Folgen)                                                | レベルE | 2011 als Fernsehserie | Studio Pierrot, David Production                        |
| Libra of Nil Admirari (12 Folgen)                                  | ニル・アドミラリの天秤, Niru Adomirari no Tenbin, Nil Admirari no Tenbin                                                                     | 2018 als Fernsehserie | Zero-G                                                  |
| Das Lied der Lämmer (4 Folgen)                                     | 羊のうた, Hitsuji no Uta | 2003 als OVA          | Madhouse                                                |
| Lime-iro Senkitan (13 Folgen)                                      | らいむいろ戦奇譚, Raimuiro Senkitan, Lime-Colored History of War                                                                             | 2003 als Fernsehserie | KSS                                                     |
| ↳ Lime-iro Senkitan: Nankoku Yume Roman (2 Folgen)                 | らいむいろ戦奇譚 南国夢浪漫, Raimuiro Senkitan: Nankoku Yume Roman, Lime-iro Senkitan: The South Island Dream Romantic Adventure             | 2004 als OVA          | Studio Hibari                                           |
| ↳ Lime-iro Ryūkitan X – Koi, Oshiete Kudasai (13 Folgen)           | らいむいろ流奇譚 X CROSS ～恋、オシヘテクダサイ。～, Raimuiro Ryūkitan X – Koi, Oshiete Kudasai                                              | 2005 als Fernsehserie | A.C.G.T                                                 |
| Line Offline – Salaryman (114 Folgen)                              | LINE OFFLINE 〜サラリーマン〜, Line Offline – Sararīman                                                                                      | 2013 als Fernsehserie | Shōgakukan Music & Digital Entertainment, Happy Project |
| Lingeries (3 Folgen)                                               | ランジェリーズ, Ranjerīzu | 2003 als OVA          | Studio Fantasia                                         |
| Little Busters! (26 Folgen)                                        | リトルバスターズ!, Ritoru Basutāzu | 2012 als Fernsehserie | J.C.Staff                                               |
| ↳ Little Busters! – Refrain (13 Folgen)                            | リトルバスターズ！～Refrain～, Ritoru Basutāzu – Refrain                                                                                     | 2013 als Fernsehserie | J.C.Staff                                               |
| Little Witch Academia                                              | リトルウィッチアカデミア, Ritoru Witchi Akademia                                                                                             | 2013 als Kurzfilm     | Trigger                                                 |
| ↳ Little Witch Academia: Mahō Jikake no Parade                     | リトルウィッチアカデミア 魔法仕掛けのパレード, Ritoru Witchi Akademia: Mahō Jikake no Parēdo                                                 | 2015 als Kurzfilm     | Trigger                                                 |
| ↳ Little Witch Academia (25 Folgen)                                | リトルウィッチアカデミア, Ritoru Witchi Akademia                                                                                             | 2017 als Fernsehserie | Trigger                                                 |
| Log Horizon (25 Folgen)                                            | ログ・ホライズン, Rogu Horaizun | 2013 als Fernsehserie | Satelight                                               |
| ↳ Log Horizon (25 Folgen)                                          | ログ・ホライズン, Rogu Horaizun | 2014 als Fernsehserie | Studio Deen                                             |
| Long Riders! (10 Folgen)                                           | ろんぐらいだぁす!, Rongu Raidāsu! | 2016 als Fernsehserie | Actas                                                   |
| Lord of Vermilion: The Crimson King (12 Folgen)                    | ロード オブ ヴァーミリオン 紅蓮の王, Rōdo obu Vāmirion: Guren no Ō, Lord of Vermillion: Guren no Ō                                           | 2018 als Fernsehserie | asread, Tear Studio                                     |
| Lost Song (12 Folgen)                                              | LOST SONG | 2018 als Fernsehserie | Dwango, Lidenfilms                                      |
| Lost Universe (26 Folgen)                                          | ロスト・ユニバース | 1998 als Fernsehserie | E.G. Films                                              |
| The Lost Village (12 Folgen)                                       | 迷家-マヨイガ-, Mayoiga | 2016 als Fernsehserie | Diomedéa                                                |
| Love and Lies (12 Folgen)                                          | 恋と嘘, Koi to Uso | 2017 als Fernsehserie | Lidenfilms                                              |
| Love, Chunibyo & Other Delusions! (12 Folgen)                      | 中二病でも恋がしたい！, Chūnibyō Demo Koi ga Shitai!                                                                                         | 2012 als Fernsehserie | Kyōto Animation                                         |
| ↳ Takanashi Rikka Kai – Gekijōban Chūnibyō Demo Koi ga Shitai!     | 小鳥遊六花・改 〜劇場版 中二病でも恋がしたい!〜                                                                                              | 2013 als Film         | Kyōto Animation                                         |
| ↳ Love, Chunibyo & Other Delusions! -Heart Throb- (12 Folgen)      | 中二病でも恋がしたい！戀, Chūnibyō Demo Koi ga Shitai! Ren                                                                                   | 2014 als Fernsehserie | Kyōto Animation                                         |
| ↳ Love, Chunibyo & Other Delusions! – Take On Me                   | ja, Eiga Chūnibyō Demo Koi ga Shitai! – Take On Me                                                                                           | 2018 als Film         | Kyōto Animation                                         |
| Love Hina (25 Folgen)                                              | ラブ ひな | 2000 als Fernsehserie | Production I.G, Xebec                                   |
| ↳ Love Hina Christmas Special – Silent Eve (eine Folge)            | ラブひな クリスマススペシャル～サイレント・イヴ～, Love Hina X'mas Special - Silent Eve                                                      | 2000 als Special      | Xebec                                                   |
| ↳ Love Hina Haru Special – Kimi Sakura chiru nakare!! (eine Folge) | ラブひな 春スペシャル ～キミサクラチルナカレ!!～, Love Hina Spring Special - I wish Your Dream                                               | 2001 als Special      | Xebec                                                   |
| ↳ Love Hina Again (3 Folgen)                                       | ラブひなAgain | 2002 als OVA          | Xebec                                                   |
| Love is Like a Cocktail (13 Folgen)                                | お酒は夫婦になってから, Osake wa Fūfu ni Natte kara                                                                                          | 2017 als Fernsehserie | Creators in Pack                                        |
| Lovedol – Lovely Idol (13 Folgen)                                  | らぶドル 〜Lovely Idol〜, Rabudoru – Lovely Idol                                                                                             | 2006 als Fernsehserie | TNK, AIC A.S.T.A                                        |
| Love Lab (13 Folgen)                                               | 恋愛ラボ, Rabu Rabo | 2013 als Fernsehserie | Dōga Kōbō                                               |
| Loveless (12 Folgen)                                               | ラブレス | 2005 als Fernsehserie | J.C.Staff                                               |
| Love Live! School Idol Project (13 Folgen)                         | ラブライブ! School idol project, Rabu Raibu! School idol project                                                                             | 2013 als Fernsehserie | Sunrise                                                 |
| ↳ Love Live! School Idol Project (13 Folgen)                       | ラブライブ! School idol project, Rabu Raibu! School idol project                                                                             | 2014 als Fernsehserie | Sunrise                                                 |
| ↳ Love Live! Sunshine!! (13 Folgen)                                | ラブライブ！サンシャイン!!, Rabu Raibu! School idol project                                                                                  | 2016 als Fernsehserie | Sunrise                                                 |
| ↳ Love Live! Sunshine!! (13 Folgen)                                | ラブライブ！サンシャイン!!, Rabu Raibu! School idol project                                                                                  | 2017 als Fernsehserie | Sunrise                                                 |
| ↳ Nijigasaki High School Idol Club (13 Folgen)                     | 虹ヶ咲学園スクールアイドル同好会, Nijigasaki Gakuen Sukūru Aidoru Dōkō-kai                                                                   | 2020 als Fernsehserie | Sunrise                                                 |
| ↳ Love Live! Superstar!! (13 Folgen)                               | ラブライブ!スーパースター!!, Rabu Raibu! Sūpā Sutā!!                                                                                         | 2021 als Fernsehserie | Sunrise                                                 |
| Lovely Complex (24 Folgen)                                         | ラブ★コン | 2007 als Fernsehserie | Tōei Animation                                          |
| Lovely Movie: Itoshi no Muco (21 Folgen)                           | ラブリームービー いとしのムーコ, Raburī Mūbī: Itoshi no Mūko                                                                                 | 2013 als Fernsehserie | Dōga Kōbō                                               |
| Love Stage!! (10 Folgen)                                           | LOVE STAGE!! | 2014 als Fernsehserie | J.C.Staff                                               |
| Love To-LIE-Angle (12 Folgen)                                      | 立花館To Lieあんぐる, Tachibana-kan To Lie Anguru, Tachibana-kan To Lie Angle                                                                | 2018 als Fernsehserie | Studio Lings, Creators in Pack                          |
| Love Tyrant (12 Folgen)                                            | 恋愛暴君, Ren’ai Bōkun | 2017 als Fernsehserie | EMT²                                                    |
| Loups=Garous                                                       | ルー=ガルー | 2010 als Film         | Production I.G, Kitty Film                              |
| Luck and Logic (12 Folgen)                                         | ラクエンロジック, Raku En Rojikku | 2016 als Fernsehserie | Dōga Kōbō                                               |
| Lucky Star (24 Folgen)                                             | らき☆すた, Raki☆Suta | 2007 als Fernsehserie | Kyōto Animation                                         |
| Lucy in Australien (50 Folgen)                                     | 南の虹のルーシー, Minami no Niji no Rūshī | 1982 als Fernsehserie | Nippon Animation                                        |
| Lupin III (23 Folgen)                                              | ルパン三世, Rupan Sansei | 1971 als Fernsehserie | Tokyo Movie Shinsha                                     |
| ↳ Lupin III (155 Folgen)                                           | ルパン三世, Rupan Sansei | 1977 als Fernsehserie | Tokyo Movie Shinsha                                     |
| ↳ Lupin Sansei: PartIII (50 Folgen)                                | ルパン三世 PartIII, Rupan Sansei: PartIII | 1984 als Fernsehserie | Tokyo Movie Shinsha                                     |
| ↳ Lupin Sansei: Lupin vs Fukusei Ningen                            | ルパン三世 ルパンVS複製人間, Rupan Sansei: Rupan vs Fukusei Ningen, The Secret of Mamo, The Mystery of Mamo                                  | 1978 als Film         | Tokyo Movie Shinsha                                     |
| ↳ Das Schloss des Cagliostro                                       | ルパン三世 カリオストロの城, Rupan Sansei: Kariosutoro no Shiro                                                                              | 1979 als Film         | Tokyo Movie Shinsha                                     |
| ↳ Lupin Sansei: Babylon no Ōgon Densetsu                           | ルパン三世 バビロンの黄金伝説, Rupan Sansei: Babiron no Ōgon Densetsu                                                                        | 1985 als Film         | Tokyo Movie Shinsha                                     |
| ↳ Lupin Sansei: Fūma Ichizoku no Imbō                              | ルパン三世 風魔一族の陰謀, Rupan Sansei: Fūma Ichizoku no Imbō                                                                               | 1987 als Film         | Tokyo Movie Shinsha                                     |
| ↳ Lupin Sansei: Secret File (eine Folge)                           | ルパン三世 シークレットファイル, Rupan Sansei: Shīkuretto Fairu                                                                              | 1989 als OVA          | Tokyo Movie Shinsha                                     |
| ↳ Lupin III: Farewell to Nostradamus                               | ルパン三世 くたばれ!ノストラダムス, Rupan Sansei: Kutabare! Nosutoradamusu                                                                   | 1995 als Film         | Tokyo Movie Shinsha                                     |
| ↳ Lupin Sansei: Dead or Alive                                      | ルパン三世 DEAD OR ALIVE, Rupan Sansei: Dead or Alive                                                                                        | 1996 als Film         | Tokyo Movie Shinsha                                     |
| ↳ Lupin Sansei: Ikiteita Majutsushi (eine Folge)                   | ルパン三世 生きていた魔術師, Rupan Sansei: Ikiteita Majutsushi                                                                               | 2002 als OVA          | Tokyo Movie Shinsha                                     |
| ↳ Lupin Sansei: Green vs Red (eine Folge)                          | ルパン三世 GREEN vs RED, Rupan Sansei: Green vs Red                                                                                          | 2008 als OVA          | Tokyo Movie Shinsha                                     |
| ↳ Lupin III.: The Woman Called Fujiko Mine (13 Folgen)             | LUPIN the Third -峰不二子という女- | 2012 als Fernsehserie | TMS Entertainment                                       |
| ↳ Lupin Sansei (26 Folgen)                                         | ルパン三世, Lupin III – L’avventura italiana                                                                                                 | 2015 als Fernsehserie | Telecom Animation Film                                  |
| ↳ Lupin III Part 5 (24 Folgen)                                     | Lupin III PART5 | 2018 als Fernsehserie | Telecom Animation Film                                  |
| Lycoris Recoil (12 Folgen)                                         | リコリス・リコイル, Rikorisu Rikoiru | 2022 als Fernsehserie | A-1 Pictures                                            |